# Achyuta Pisharati
Achyuta Pisharati (* um 1550 in Vaishali, Tirala, Kerala; † 7. Juli 1621) war ein indischer Sanskrit-Gelehrter, Astronom, Astrologe und Mathematiker der von Madhava begründeten Kerala-Schule.
Er gehörte zu den Pisharati (Pisarati), die sich traditionell um Tempelangelegenheiten kümmerten, und war ein Schüler von Jyesthadeva. Von ihm sind eine Sanskrit-Grammatik (Pravesaka) und mehrere astronomische Texte bekannt, unter anderem über Finsternisse. Er schrieb einen Kommentar in Malayalam zu einem Werk (Venvaroha) von Madhava.
Der König von Prakasa, Ravivarman (1595–1607), war sein Patron.
Bekannt ist er vor allem durch die Rolle, die er in dem Sanskrit-Gedicht Naryayaniyam (oder Narayaneeyam, um 1586 vollendet) von Melpathur Narayana Bhattathiri (1559–1645) spielt (seinem Schüler), einer Kurzform der Bhagavatapurana. Der dort dargestellten Legende nach war Narayana ein Schüler von Pisharati, der dessen Lähmung aus Verehrung für seinen Meister durch Gebete auf sich nahm. Um sich selbst davon zu befreien, riet ihm der Dichter Thunchaththu Ezhuthachan selbst ein Gedicht zu schreiben.